# Plymouth Standard
Plymouth Standard – samochód osobowy wyprodukowany pod amerykańską marką Plymouth w latach 1933–1935.

## Galeria

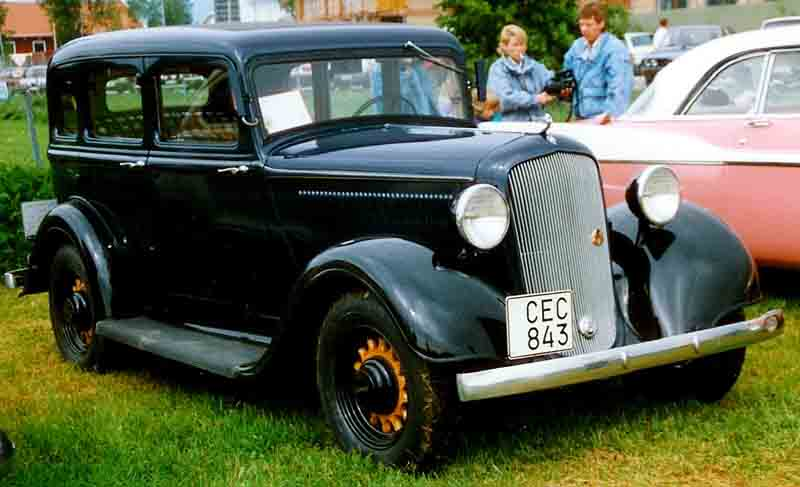
Plymouth Standard I
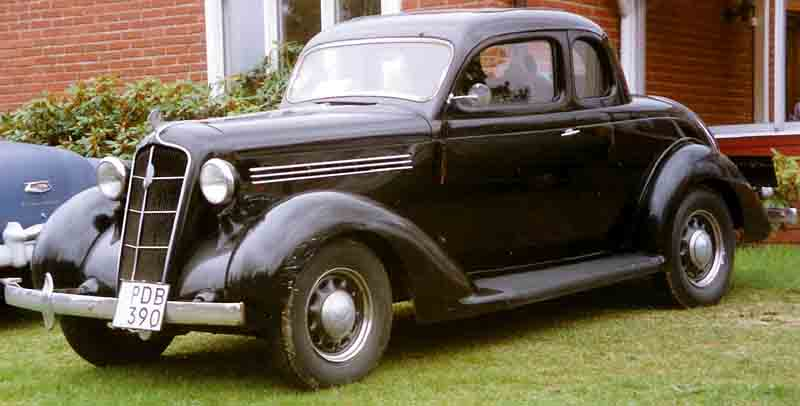
Plymouth Standard II